# Hans Coray
Hans Coray (né le 9 juin 1906 à Wald (Zurich), mort le 22 novembre 1991 à Zurich) est un artiste et designer suisse.

## Biographie

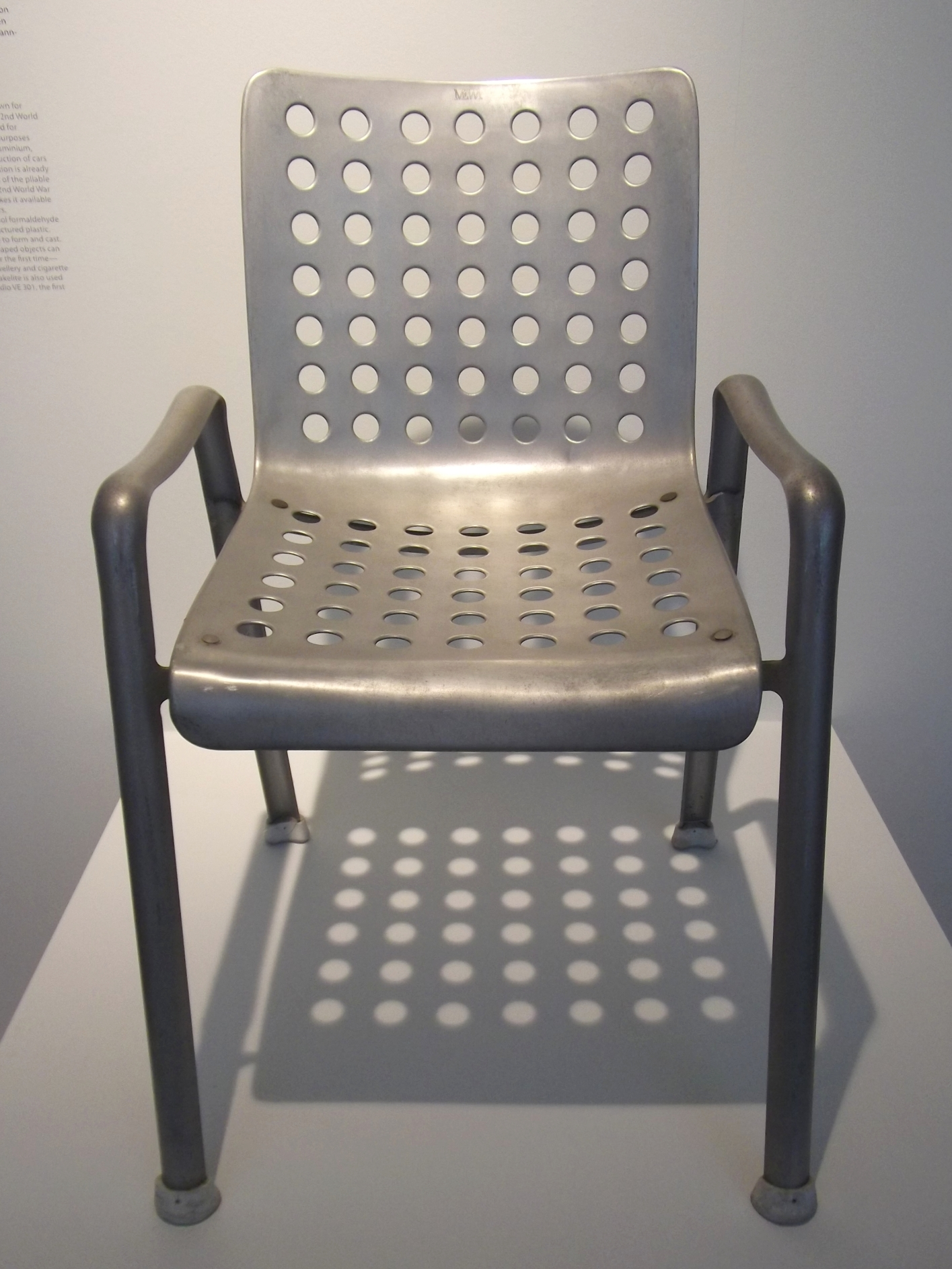
La chaise Landi

Il étudie la romanistique à l'université de Zurich et obtient son doctorat en 1929. 
En 1930, il conçoit pour la première fois des meubles. Avec Anton Stankowski, Richard P. Lohse, Heiri Steiner, Hans Neuburg, Hans Fischli, Verena Loewensberg, Max Bill et d'autres, il forme un cercle culturel en lien avec l'École d'art concret de Zurich (de).
En 1931, Hans Coray épouse lVerena Loewensberg, ils ont deux enfants : Stephan en 1943 et Henriette en 1946. Ils divorcent en 1949.
Sa création la plus importante est la chaise Landi (de), qu'il présente lors d'un concours en 1938 pour l'Exposition nationale suisse de 1939. Coray, qui travaille principalement comme peintre et sculpteur après les années 1950, attache une grande importance à la fonctionnalité et à la simplicité de ses modèles et est considéré comme un pionnier du design industriel.